# Kang Hui (diễn viên)
Kang Hui là diễn viên, người mẫu Hàn Quốc. Anh được biết đến với các vai chính trong bộ phim My Beautiful Launderette, Ending Again và Dream Change Laundromat.

## Điện ảnh

### Phim
| Năm  | Tiêu đề            | Tiêu đề     | Vai trò    | Ghi chú | Tham khảo |
| Năm  | Tiếng Anh          | Tiếng Hàn   | Vai trò    | Ghi chú | Tham khảo |
| ---- | ------------------ | ----------- | ---------- | ------- | --------- |
| 2019 | Rainbow Playground | 수상한 이웃 | Jeong-wook | Vai phụ | [ 5 ]     |

### Phim truyền hình
| Năm  | Tiêu đề                             | Tiêu đề                         | Kênh | Vai trò        | Ghi chú           | Tham khảo |
| Năm  | Tiếng Anh                           | Tiếng Hàn                       | Kênh | Vai trò        | Ghi chú           | Tham khảo |
| ---- | ----------------------------------- | ------------------------------- | ---- | -------------- | ----------------- | --------- |
| 2016 | Thumping Spike                      | 두근두근 스파이크               | MBN  | Park Hyun-sung | Vai phụ           | [ 6 ]     |
| 2016 | Thumping Spike 2                    | 두근두근 스파이크 2             | MBN  | Park Hyun-sung | Vai phụ           | [ 7 ]     |
| 2017 | The Rebel                           | 역적: 백성을 훔친 도적          | MBC  | Yeong-hui      | Khách mời         | [ 8 ]     |
| 2017 | Drama Special Season 8: Let Us Meet | 드라마 스페셜 - 만나게 해, 주오 | KBS2 | Choi-cheong    | Khách mời         | [ 9 ]     |
| 2018 | The Undateables                     | 훈남정음                        | SBS  | Người mẫu      | Khách mời (Tập 4) | [ 10 ]    |
| 2018 | Familiar Wife                       | 아는 와이프                     | tvN  | Jung Min-soo   | Vai phụ           | [ 11 ]    |

### Phim trực tuyến
| Năm  | Tiêu đề                      | Tiêu đề                  | Kênh     | Vai trò      | Ghi chú   | Tham khảo |
| Năm  | Tiếng Anh                    | Tiếng Hàn                | Kênh     | Vai trò      | Ghi chú   | Tham khảo |
| ---- | ---------------------------- | ------------------------ | -------- | ------------ | --------- | --------- |
| 2017 | Dream Change Laundromat      | 나의 아름다운 신분세탁소 | Naver TV | Yong-yi      | Vai chính | [ 12 ]    |
| 2020 | Ending Again                 | 또한번 엔딩              | YouTube  | Yoo Chan-hee | Vai chính | [ 13 ]    |
| 2022 | Cherry Blossoms After Winter | 겨울 지나 벚꽃           | WeTV     | Jo Tae Sung  | Vai chính | [ 14 ]    |

### Chương trình truyền hình
| Năm  | Tiêu đề      | Tiêu đề   | Kênh | Vai trò            | Ghi chú | Tham khảo |
| Năm  | Tiếng Anh    | Tiếng Hàn | Kênh | Vai trò            | Ghi chú | Tham khảo |
| ---- | ------------ | --------- | ---- | ------------------ | ------- | --------- |
| 2017 | Show Me Oppa | 쑈미옵빠  | JTBC | Thành viên cố định |         |           |

### Video ca nhạc
| Năm  | Bài hát                                 | Ca sĩ        | Độ dài | Tham khảo |
| ---- | --------------------------------------- | ------------ | ------ | --------- |
| 2015 | "Yes I Do"                              | Almeng       | 3:42   |           |
| 2020 | "Not Anyone Else" (다른 누구 말고 너야) | Kim Na-young | 8:01   |           |